# Azim-ush-Shan
Azim-ush-Shan (eg. Muhammad Azimuddin), född 15 december 1664, död 18 mars 1712, far till stormogulen Farruch Sijar, andre son till Shah Alam Bahadur, sonson till Aurangzeb, utnämndes 1697 till vicekung över Bengalen, Bihar och Orissa.